# Lista państw obu Ameryk
Lista państw obu Ameryk – lista państw i terytoriów zależnych Ameryki Północnej i Południowej.
Na terenie obu Ameryk znajduje się 35 państw oraz 24 terytoria zależne m.in. Francji, Holandii, Wielkiej Brytanii i Stanów Zjednoczonych. Największym państwem Ameryki jest Kanada (9 984 670 km²), a najmniejszym – Saint Kitts i Nevis (261 km²). Najbardziej zaludnionym państwem Ameryki są Stany Zjednoczone (332 403 650 mieszkańców, stan na 1 I 2022 r.) a najmniej – Saint Kitts i Nevis (52 715 mieszkańców, stan na 2017 r.).

## Mapy polityczne

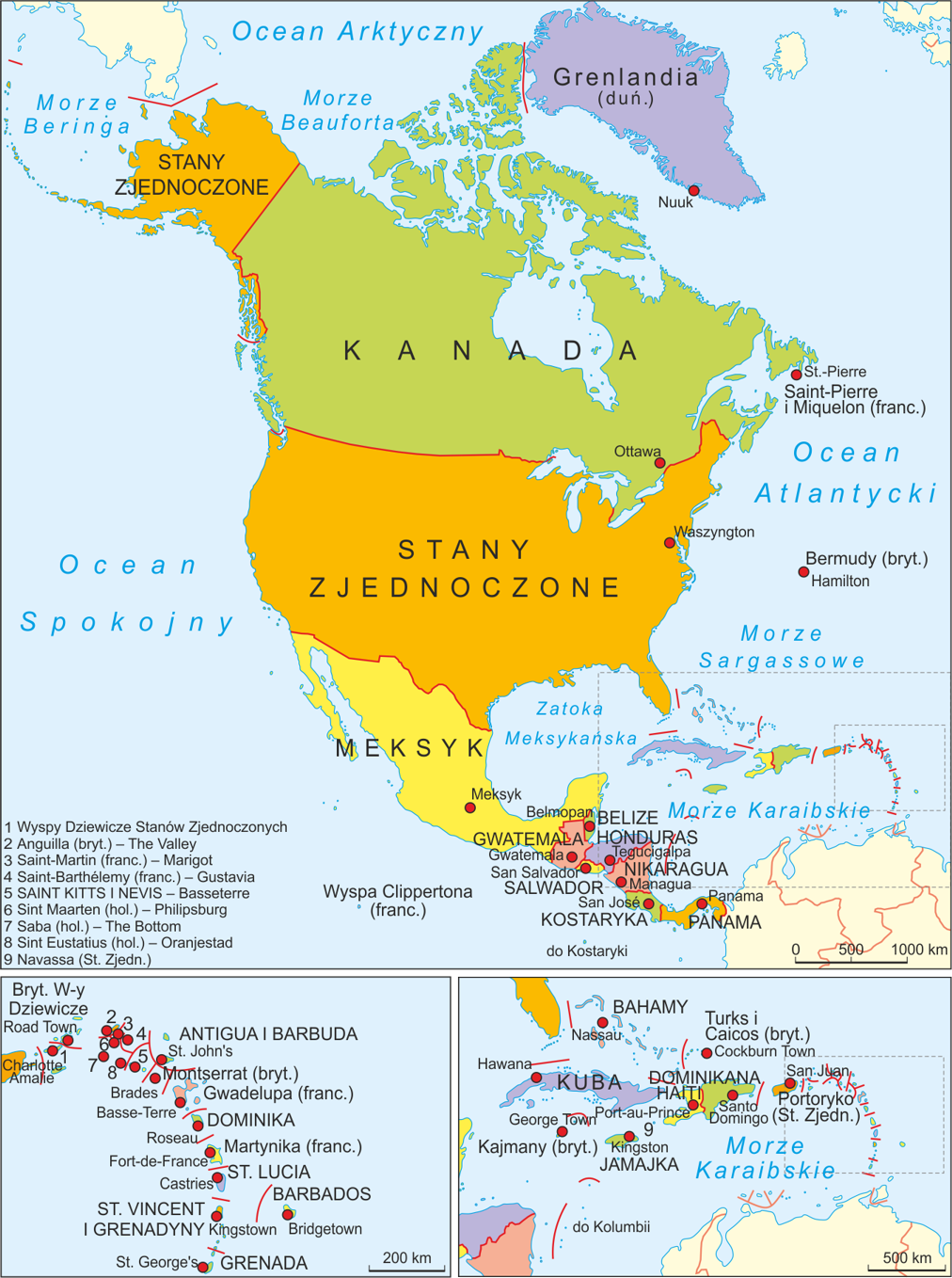
Mapa polityczna Ameryki Północnej.
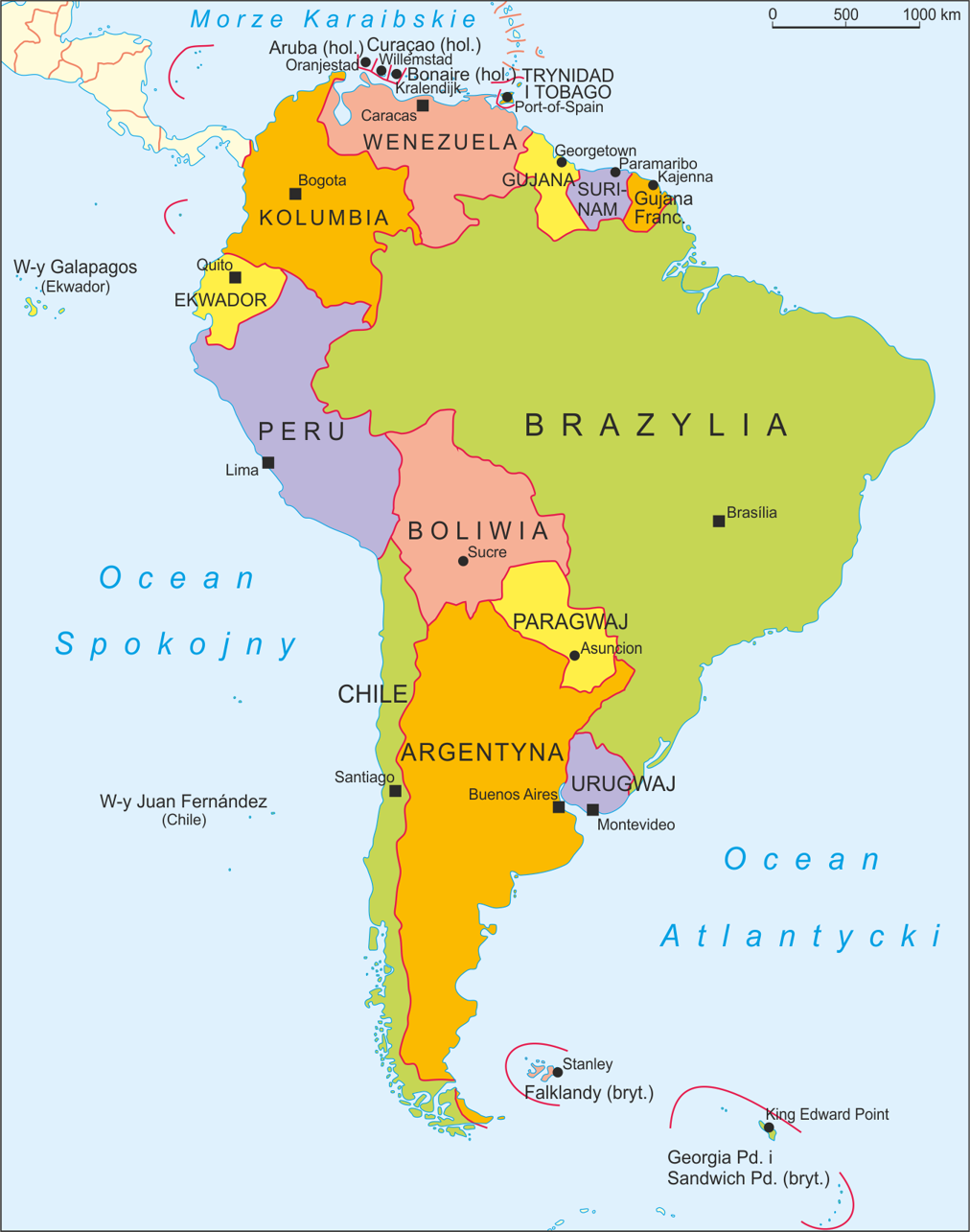
Mapa polityczna Ameryki Południowej.

## Lista państw
| Flaga | Godło | Nazwa państwa                                              | Stolica        | Pełna nazwa państwa                                                             | Język urzędowy       | Powierzchnia  | Liczba ludności | Waluta                   | Głowa państwa                       |
| ----- | ----- | ---------------------------------------------------------- | -------------- | ------------------------------------------------------------------------------- | -------------------- | ------------- | --------------- | ------------------------ | ----------------------------------- |
|       |       | Antigua i Barbuda Antigua and Barbuda                      | Saint John’s   | Antigua i Barbuda Antigua and Barbuda                                           | angielski            | 443 km²       | 100 335         | dolar wschodniokaraibski | król Karol III                      |
|       |       | Argentyna Argentina                                        | Buenos Aires   | Republika Argentyńska República Argentina                                       | hiszpański           | 2 780 400 km² | 46 245 668      | peso argentyńskie        | prezydent Javier Milei              |
|       |       | Bahamy The Bahamas                                         | Nassau         | Wspólnota Bahamów Commonwealth of The Bahamas                                   | angielski            | 13 880 km²    | 355 608         | dolar bahamski           | król Karol III                      |
|       |       | Barbados                                                   | Bridgetown     | Barbados                                                                        | angielski            | 430 km²       | 302 674         | dolar barbadoski         | prezydent Sandra Mason              |
|       |       | Belize                                                     | Belmopan       | Belize                                                                          | angielski            | 22 966 km²    | 412 387         | dolar belizeński         | król Karol III                      |
|       |       | Boliwia Bolivia                                            | Sucre          | Wielonarodowe Państwo Boliwia Estado Plurinacional de Bolivia                   | hiszpański i in.     | 1 098 581 km² | 12 054 379      | boliviano                | prezydent Luis Arce                 |
|       |       | Brazylia Brasil                                            | Brasília       | Federacyjna Republika Brazylii República Federativa do Brasil                   | portugalski          | 8 515 770 km² | 217 240 060     | real brazylijski         | prezydent Luiz Inácio Lula da Silva |
|       |       | Chile                                                      | Santiago       | Republika Chile República de Chile                                              | hiszpański           | 756 102 km²   | 18 430 408      | peso chilijskie          | prezydent Gabriel Boric             |
|       |       | Dominika Dominica                                          | Roseau         | Wspólnota Dominika Commonwealth of Dominica                                     | angielski            | 751 km²       | 74 629          | dolar wschodniokaraibski | prezydent Sylvanie Burton           |
|       |       | Dominikana Dominicana                                      | Santo Domingo  | Republica Dominikańska República Dominicana                                     | angielski            | 48 670 km²    | 10 694 700      | peso dominikańskie       | prezydent Luis Abinader             |
|       |       | Ekwador Ecuador                                            | Quito          | Republika Ekwadoru República del Ecuador                                        | hiszpański           | 48 670 km²    | 17 289 554      | dolar amerykański        | prezydent Daniel Noboa              |
|       |       | Grenada                                                    | Saint George’s | Grenada                                                                         | angielski            | 344 km²       | 113 949         | dolar wschodniokaraibski | król Karol III                      |
|       |       | Gujana Guyana                                              | Georgetown     | Kooperacyjna Republika Gujany Co-operative Republic of Guyana                   | angielski            | 214 969 km²   | 789 683         | dolar gujański           | prezydent Irfaan Ali                |
|       |       | Gwatemala Guatemala                                        | Gwatemala      | Republika Gwatemala República de Guatemala                                      | hiszpański           | 108 889 km²   | 17 703 190      | quetzal                  | prezydent Bernardo Arévalo          |
|       |       | Haiti Haïti (francuski) Ayiti (haitański)                  | Port-au-Prince | Republika Haiti République d’Haïti (francuski) Repiblik Ayiti (haitański)       | francuski, haitański | 27 750 km²    | 11 334 637      | gourde                   | p.o. prezydenta Fritz Jean          |
|       |       | Honduras                                                   | Tegucigalpa    | Republika Hondurasu República de Honduras                                       | hiszpański           | 112 090 km²   | 9 459 440       | lempira                  | prezydent Xiomara Castro            |
|       |       | Jamajka Jamaica                                            | Kingston       | Jamajka Jamaica                                                                 | angielski            | 10 991 km²    | 2 818 596       | dolar jamajski           | król Karol III                      |
|       |       | Kanada Canada (angielski) Canada (francuski)               | Ottawa         | Kanada Canada (angielski) Canada (francuski)                                    | angielski, francuski | 9 984 670 km² | 38 232 593      | dolar kanadyjski         | król Karol III                      |
|       |       | Kolumbia Colombia                                          | Bogota         | Republika Kolumbii República de Colombia                                        | hiszpański           | 1 138 910 km² | 49 059 221      | peso kolumbijskie        | prezydent Gustavo Petro             |
|       |       | Kostaryka Costa Rica                                       | San José       | Republika Kostaryki República de Costa Rica                                     | hiszpański           | 51 100 km²    | 5 204 411       | colón                    | prezydent Rodrigo Robles            |
|       |       | Kuba Cuba                                                  | Hawana         | Republika Kuby República de Cuba                                                | hiszpański           | 110 860 km²   | 11 008 112      | peso kubańskie           | prezydent Miguel Díaz-Canel         |
|       |       | Meksyk México                                              | Meksyk         | Meksykańskie Stany Zjednoczone Estados Unidos Mexicanos                         | hiszpański           | 1 964 375 km² | 129 150 971     | peso meksykańskie        | prezydent Claudia Sheinbaum         |
|       |       | Nikaragua Nicaragua                                        | Managua        | Republika Nikaragui República de Nicaragua                                      | hiszpański           | 130 370 km²   | 6 301 880       | córdoba                  | prezydent Daniel Ortega             |
|       |       | Panama Panamá                                              | Panama         | Republika Panamy República de Panamá                                            | hiszpański           | 75 420 km²    | 4 337 768       | balboa dolar amerykański | prezydent Laurentino Cortizo        |
|       |       | Paragwaj Paraquay (hiszpański) Paraguái (guarani)          | Asunción       | Republika Paragwaju República del Paraguay (hiszpański) Tetã Paraguái (guarani) | guarani, hiszpański  | 406 752 km²   | 7 356 409       | guarani                  | prezydent Santiago Peña             |
|       |       | Peru Perú                                                  | Lima           | Republika Peru República del Perú                                               | hiszpański           | 1 285 216 km² | 32 275 736      | sol                      | prezydent Dina Boluarte             |
|       |       | Saint Kitts i Nevis Saint Kitts and Nevis                  | Basseterre     | Federacja Saint Kitts i Nevis Federation of Saint Kitts and Nevis               | angielski            | 261 km²       | 54 488          | dolar wschodniokaraibski | król Karol III                      |
|       |       | Saint Lucia                                                | Castries       | Saint Lucia                                                                     | angielski            | 616 km²       | 167 122         | dolar wschodniokaraibski | król Karol III                      |
|       |       | Saint Vincent i Grenadyny Saint Vincent and the Grenadines | Kingstown      | Saint Vincent i Grenadyny Saint Vincent and the Grenadines                      | angielski            | 389 km²       | 100 969         | dolar wschodniokaraibski | król Karol III                      |
|       |       | Salwador El Salvador                                       | San Salvador   | Republika Salwadoru República de El Salvador                                    | hiszpański           | 21 041 km²    | 6 568 745       | dolar amerykański        | prezydent Nayib Bukele              |
|       |       | Stany Zjednoczone United States                            | Waszyngton     | Stany Zjednoczone Ameryki United States of America                              | angielski            | 9 833 517 km² | 337 341 954     | dolar amerykański        | prezydent Donald Trump              |
|       |       | Surinam Suriname                                           | Paramaribo     | Republika Surinamu Republiek Suriname                                           | niderlandzki         | 163 820 km²   | 632 638         | dolar surinamski         | prezydent Jennifer Geerlings-Simons |
|       |       | Trynidad i Tobago Trinidad and Tobago                      | Port of Spain  | Republika Trynidadu i Tobago Republic of Trinidad and Tobago                    | angielski            | 5128 km²      | 1 405 646       | dolar Trynidadu i Tobago | prezydent Christine Kangaloo        |
|       |       | Urugwaj Uruguay                                            | Montevideo     | Wschodnia Republika Urugwaju República Oriental del Uruguay                     | hiszpański           | 176 215 km²   | 3 407 213       | peso urugwajskie         | prezydent Yamandú Orsi              |
|       |       | Wenezuela Venezuela                                        | Caracas        | Boliwariańska Republika Wenezueli República Bolivariana de Venezuela            | hiszpański           | 912 050 km²   | 29 789 730      | boliwar                  | prezydent Nicolás Maduro            |

## Lista terytoriów zależnych
| Flaga | Godło | Nazwa terytorium                                                  | Stolica          | Państwo           | Status terytorium                                         | Język urzędowy           | Powierzchnia  | Liczba ludności | Waluta                            |
| ----- | ----- | ----------------------------------------------------------------- | ---------------- | ----------------- | --------------------------------------------------------- | ------------------------ | ------------- | --------------- | --------------------------------- |
|       |       | Anguilla                                                          | The Valley       | Wielka Brytania   | terytorium zamorskie                                      | angielski                | 91 km²        | 18 741          | dolar wschodniokaraibski          |
|       |       | Aruba                                                             | Oranjestad       | Holandia          | autonomiczny kraj wchodzący w skład Królestwa Niderlandów | niderlandzki, papiamento | 180 km²       | 122 320         | florin arubański                  |
|       |       | Bermudy Bermuda                                                   | Hamilton         | Wielka Brytania   | terytorium zamorskie                                      | angielski                | 54 km²        | 72 337          | dolar amerykański dolar bermudzki |
|       |       | Bonaire (niderlandzki) Bonairu (papiamento)                       | Kralendijk       | Holandia          | gmina zamorska                                            | niderlandzki, papiamento | 288 km²       | 20 104          | dolar amerykański                 |
|       |       | Brytyjskie Wyspy Dziewicze British Virgin Islands                 | Road Town        | Wielka Brytania   | terytorium zamorskie                                      | angielski                | 151 km²       | 38 632          | dolar amerykański                 |
|       |       | Curaçao (niderlandzki) Kòrsou (papiamento)                        | Willemstad       | Holandia          | autonomiczny kraj wchodzący w skład Królestwa Niderlandów | niderlandzki, papiamento | 444 km²       | 152 379         | gulden karaibski                  |
|       |       | Falklandy Falkland Islands                                        | Stanley          | Wielka Brytania   | terytorium zamorskie                                      | angielski                | 12 173 km²    | 3198            | funt falklandzki                  |
|       |       | Grenlandia Grønland (duński) Kalaallit Nunaat (grenlandzki)       | Nuuk             | Dania             | autonomiczne terytorium                                   | duński, grenlandzki      | 2 166 086 km² | 57 792          | korona duńska                     |
|       |       | Gujana Francuska Guyane française                                 | Kajenna          | Francja           | departament zamorski                                      | francuski                | 86 504 km²    | 281 678         | euro                              |
|       |       | Gwadelupa Guadeloupe                                              | Basse-Terre      | Francja           | departament zamorski                                      | francuski                | 1628 km²      | 384 239         | euro                              |
|       |       | Kajmany Cayman Islands                                            | George Town      | Wielka Brytania   | terytorium zamorskie                                      | angielski                | 264 km²       | 64 309          | dolar kajmański                   |
|       |       | Martynika Martinique                                              | Fort-de-France   | Francja           | departament zamorski                                      | francuski                | 1128 km²      | 371 246         | euro                              |
|       |       | Montserrat                                                        | Plymouth         | Wielka Brytania   | terytorium zamorskie                                      | angielski                | 102 km²       | 5414            | dolar wschodniokaraibski          |
|       |       | Navassa Navassa Island                                            | –                | Stany Zjednoczone | nieinkorporowane terytorium niezorganizowane              | angielski                | 5 km²         | 0               | dolar amerykański                 |
|       |       | Portoryko Puerto Rico                                             | San Juan         | Stany Zjednoczone | nieinkorporowane terytorium stowarzyszone                 | angielski, hiszpański    | 9104 km²      | 3 098 423       | dolar amerykański                 |
|       |       | Saba                                                              | The Bottom       | Holandia          | gmina zamorska                                            | angielski, niderlandzki  | 13 km²        | 2010            | dolar amerykański                 |
|       |       | Saint-Barthélemy                                                  | Gustavia         | Francja           | wspólnota zamorska                                        | francuski                | 1128 km²      | 371 246         | euro                              |
|       |       | Saint-Martin                                                      | Marigot          | Francja           | wspólnota zamorska                                        | francuski                | 53 km²        | 32 489          | euro                              |
|       |       | Saint-Pierre i Miquelon Saint-Pierre-et-Miquelon                  | Saint-Pierre     | Francja           | wspólnota zamorska                                        | francuski                | 242 km²       | 5997            | euro                              |
|       |       | Sint Eustatius                                                    | Oranjestad       | Holandia          | gmina zamorska                                            | angielski, niderlandzki  | 21 km²        | 3193            | dolar amerykański                 |
|       |       | Sint Maarten                                                      | Philipsburgh     | Holandia          | autonomiczny kraj wchodzący w skład Królestwa Niderlandów | angielski, niderlandzki  | 34 km²        | 42 083          | gulden karaibski                  |
|       |       | Turks i Caicos Turks and Caicos Islands                           | Cockburn Town    | Wielka Brytania   | terytorium zamorskie                                      | angielski                | 948 km²       | 58 286          | dolar amerykański                 |
|       |       | Wyspa Clippertona Île Clipperton                                  | –                | Francja           | terytorium bez stałej ludności                            | francuski                | 6 km²         | 0               | euro                              |
|       |       | Wyspy Dziewicze Stanów Zjednoczonych United States Virgin Islands | Charlotte Amalie | Stany Zjednoczone | nieinkorporowane terytorium zorganizowane                 | angielski                | 346 km²       | 108 870         | dolar amerykański                 |